# Фатіма Вітбред
Фатіма Вітбред  (англ. Fatima Whitbread, 3 березня 1961) — британська легкоатлетка, олімпійська медалістка, британська метальниця списа. Вона побила світовий рекорд, метнувши спис на 77,44 м (254 фути 3⁄4 дюйма) у кваліфікаційному раунді Чемпіонату Європи з легкої атлетики 1986 року в Штутгарті, і стала першою британською спортсменкою, яка встановила світовий рекорд у метанні. Того ж року Вітбред виграла титул чемпіонки Європи, а в 1987 році здобула золоту медаль на чемпіонаті світу. Вона також є дворазовою олімпійською медалісткою, вигравши бронзу на літніх Олімпійських іграх 1984 року і срібло на літніх Олімпійських іграх 1988 року. У 1987 році вона була визнана спортивною особистістю року за версією BBC.
Після важкого раннього дитинства Фатіма Ведад була усиновлена родиною Маргарет Вітбред, тренера з метання списа. У 1977 році Вітбред виграла проміжний титул Чемпіонату Англії з легкої атлетики серед шкіл і була відібрана на Ігри Співдружності 1978 року, де фінішувала шостою. Наступного року вона взяла золото на чемпіонаті Європи з легкої атлетики серед юніорів 1979 року. Протягом своєї кар'єри вона мала широко розрекламоване суперництво з іншою британською спортсменкою з метання списа, Тессою Сандерсон. На подальшу кар'єру Вітбред вплинула тривала травма плеча, яка, як вона вважала, була пов'язана з її світовим рекордом у 1986 році. Чемпіонат Великої Британії з легкої атлетики 1990 року був останнім змаганням, в якому вона брала участь, і там вона отримала ще одну травму плеча. У 1992 році вона офіційно завершила кар'єру спортсменки.
Вітбред брала участь у кількох телевізійних програмах, зокрема в "Я - знаменитість...", "Забери мене звідси...", "Я - знаменитість...". Get Me Out of Here! у 2011 році. Асоціація спортивних журналістів визнавала її спортсменкою року у 1986 та 1987 роках. 
У 1987 році її було призначено членом Ордену Британської імперії (MBE) за заслуги в легкій атлетиці.

## Виступи на Олімпіадах
| Олімпіада         | Дисципліна    | Місце             |
| ----------------- | ------------- | ----------------- |
| Москва 1980       | метання списа | 18 (кваліфікація) |
| Лос-Анджелес 1984 | метання списа | 3                 |
| Сеул 1988         | метання списа | 2                 |

## Зовнішні посилання
- Досьє на sport.references.com